# Algo musical
«Algo musical» es una canción del dúo puertorriqueño Ñejo & Dálmata. Se lanzó el 11 de diciembre de 2007 como sencillo principal del disco Broke & Famous. Alcanzó la posición #30 en el Hot Latin Songs de Billboard en 2008.

## Video musical
El video musical fue grabado en 2007 y en él se puede observar gente bailando mientras los cantantes aparecen interpretando la canción. Para su promoción, también se lanzó la versión CD del sencillo donde se encuentran diferentes versiones de la canción.

## Remix
Tiempo después de la publicación del video musical, se lanzó una remezcla junto al exponente de reguetón, Daddy Yankee.